# Льодовий палац (Новояворівськ)
Льодовий палац, або Льодова арена — льодова арена в місті  Новояворівську Львівської області, яку відкрили 20 листопада 2009 року.

## Опис
Комплекс обладнаний трибунами на 600 місць. У його склад входять також кав'ярня, фітнес зал і магазин споряджень зимових видів спорту. Функціонують спеціальні кімнати для перезування та перевдягання, гардероб.
Діють спортивні секції з хокею з шайбою «Галицькі Леви» (тренер Михайло Чіканцев) та фігурного катання (тренер Сюзанна Хачатрян)
На арені відбуваються хокейні матчі й турніри. Льодовий паладц є домашньою ареною хокейного клубу «Леви» (Львів) у ПХЛ, а також «Явір» (Яворів) та ХК «Червоноград» у ЗУАХЛ.
Адреса: Львівська область, м. Новояворівськ, вул. Т. Шевченка, 5.